# Жаловиче
Жаловиче (словен. Žaloviče) је насељено место у општини Шмарјешке Топлице, регија Југоисточна Словенија, Словенија.

## Историја
До територијалне реорганизације у Словенији биле су у саставу старе општине Ново Место.

## Становништво
У попису становништва из 2011. године, Жаловице су имале 102 становника.
| Број становника према пописима | Број становника према пописима | Број становника према пописима |
| ------------------------------ | ------------------------------ | ------------------------------ |
| 1991                           | 2002                           | 2011                           |
| 108                            | 93                             | 102                            |

Напомена: Године 1996. смањен за део насеља који је са издвојеним деловима из насеља Радовља и Села при Збурах спојен у ново самостално насеље Когло. Године 2010. извршена је мања размена територије између насеља Когло и Жаловице.